# José Ferreira Neto
José Ferreira Neto (Santo Antônio de Posse, 9 september 1966) is een voormalig Braziliaans voetballer, bekend onder zijn spelersnaam Neto.

## Biografie
Neto begon zijn carrière bij de jeugd van Ponte Preta en Guarani, twee teams uit Campinas. In 1984 speelde hij voor het eerst in het eerste elftal van Guarani. Na een kort verblijf bij Bangu ging hij voor São Paulo spelen en in 1988 keerde hij terug naar Guarani. Hiermee bereikte hij de finale van het Campeonato Paulista. Hij kon scoren tegen Corinthians, maar toch kon Guarani de titel niet winnen. Nadat hij ook even voor Palmeiras speelde tekende hij in 1989 bij Corinthians en speelde hier vier jaar, waar hij uitgroeide tot een clubidool begin jaren negentig. Hij was een van de belangrijkste spelers van het team dat in 1990 de landstitel won en schitterde aan de zijde van andere spelers als Ronaldo, Marcelo Djian, Márcio Bittencourt, Wilson Mano, Tupãzinho en Dinei. Na 1993 verliet hij Corinthians en speelde nog voor diverse teams tot hij uiteindelijk stopte in 1999.
Zijn carrière werd geplaagd door gewichtsproblemen en onenigheden met trainers en scheidsrechters. Een keer werd hij vier maanden geschorst nadat hij een scheidsrechter in het gezicht spuwde.
In 1988 nam hij met het nationale elftal deel aan de Olympische Spelen in Seoul. Zijn team bereikte de finale tegen de Sovjet-Unie en na een assist van Neto kon Romário Brazilië op voorsprong brengen, echter won de Sovjet-Unie met 2-1.
Na zijn carrière als speler werd hij een commentator. Hij onderging ook een Gastric bypass waardoor zijn gewichtsproblemen van de baan waren. Hij heeft twee kinderen.